# Jáltipan de Morelos
Jáltipan de Morelos (del náhuatl: Xalti-ipac ‘lugar sobre la arena’) es una ciudad  mexicana ubicada en el sur del estado de Veracruz, cabecera del municipio de Jáltipan. Importante comunidad de habla náhuatl. 
En sus inmediaciones, los olmecas fundaron Huhuetlapalan; durante el siglo XVI formaba parte de la provincia de Coatzacoalcos, por decreto de 21 de mayo de 1881, el pueblo se eleva a la categoría de villa, con el nombre de Jáltipan de Morelos y el 27 de noviembre de 1953, la villa obtiene la categoría política de ciudad, convirtiéndose en la cabecera municipal.

## Geografía
Jáltipan de Morelos se localiza en el norte del municipio de Jáltipan, en el sureste de Veracruz. Limita con el municipio de Oteapan por el este y se ubica cerca de los cursos de agua: Chacalapa y Tapazolapa. La ciudad, al igual que la totalidad del municipio, se encuentra enclavada en una llanura.
Su distancia aproximada al sureste de la capital del estado, por carretera es de 380 km, a 18 km al poniente de Minatitlán y 30 km de Coatzacoalcos así como aproximadamente 700 km al sureste de la Ciudad de México.

### Clima
Su clima es cálido-húmedo con una temperatura promedio de 40 °C y lluvias en verano e invierno; su precipitación pluvial media anual es de 1752,5 milímetros, con una temperatura mínima en invierno de 14 °C y máxima en verano de 42 °C. Al ser una región dominada por los climas tropicales las estaciones no son muy marcadas. La primavera se caracteriza por ser una estación de escasa lluvia, con un alto índice de humedad debido a la cercanía con el golfo de México. En verano las temperaturas rondan entre los 28 y 35 °C con un índice de humedad relativa entre 40 % y 60 %.[cita requerida] Otoño se caracteriza por ser una estación con intensas lluvias debido a la ubicación geográfica en el golfo de México conjugado con la temporada de huracanes que se forman en el océano Atlántico y el mar Caribe, lo que genera la estación más lluviosa del año. En el caso del invierno, la principal característica de esa estación es la entrada de los frentes fríos; estos generan lluvias moderadas y ráfagas de viento polar, las cuales bajan las temperaturas a las mínimas registradas en la localidad.
| Parámetros climáticos promedio de Jáltipan de Morelos | Parámetros climáticos promedio de Jáltipan de Morelos | Parámetros climáticos promedio de Jáltipan de Morelos | Parámetros climáticos promedio de Jáltipan de Morelos | Parámetros climáticos promedio de Jáltipan de Morelos | Parámetros climáticos promedio de Jáltipan de Morelos | Parámetros climáticos promedio de Jáltipan de Morelos | Parámetros climáticos promedio de Jáltipan de Morelos | Parámetros climáticos promedio de Jáltipan de Morelos | Parámetros climáticos promedio de Jáltipan de Morelos | Parámetros climáticos promedio de Jáltipan de Morelos | Parámetros climáticos promedio de Jáltipan de Morelos | Parámetros climáticos promedio de Jáltipan de Morelos | Parámetros climáticos promedio de Jáltipan de Morelos |
| Mes                                                   | Ene.                                                  | Feb.                                                  | Mar.                                                  | Abr.                                                  | May.                                                  | Jun.                                                  | Jul.                                                  | Ago.                                                  | Sep.                                                  | Oct.                                                  | Nov.                                                  | Dic.                                                  | Anual                                                 |
| ----------------------------------------------------- | ----------------------------------------------------- | ----------------------------------------------------- | ----------------------------------------------------- | ----------------------------------------------------- | ----------------------------------------------------- | ----------------------------------------------------- | ----------------------------------------------------- | ----------------------------------------------------- | ----------------------------------------------------- | ----------------------------------------------------- | ----------------------------------------------------- | ----------------------------------------------------- | ----------------------------------------------------- |
| Temp. máx. abs. (°C)                                  | 38.0                                                  | 40.5                                                  | 43.0                                                  | 45.0                                                  | 46.0                                                  | 45.0                                                  | 40.0                                                  | 41.0                                                  | 44.0                                                  | 41.0                                                  | 41.0                                                  | 38.0                                                  | 46.0                                                  |
| Temp. máx. media (°C)                                 | 27.1                                                  | 29.1                                                  | 32.6                                                  | 35.5                                                  | 36.6                                                  | 34.9                                                  | 33.4                                                  | 33.5                                                  | 32.6                                                  | 31.2                                                  | 29.3                                                  | 27.4                                                  | 31.9                                                  |
| Temp. media (°C)                                      | 22.5                                                  | 23.8                                                  | 26.5                                                  | 29.0                                                  | 30.3                                                  | 29.4                                                  | 28.3                                                  | 28.4                                                  | 27.8                                                  | 26.5                                                  | 24.8                                                  | 23.0                                                  | 26.7                                                  |
| Temp. mín. media (°C)                                 | 18.0                                                  | 18.5                                                  | 20.3                                                  | 22.4                                                  | 24.0                                                  | 23.8                                                  | 23.3                                                  | 23.2                                                  | 22.9                                                  | 21.8                                                  | 20.2                                                  | 18.6                                                  | 21.4                                                  |
| Temp. mín. abs. (°C)                                  | 10.0                                                  | 11.0                                                  | 12.0                                                  | 2.5                                                   | 17.0                                                  | 18.0                                                  | 2.0                                                   | 19.0                                                  | 18.0                                                  | 12.0                                                  | 10.0                                                  | 7.0                                                   | 2.0                                                   |
| Precipitación total (mm)                              | 60.4                                                  | 32.9                                                  | 20.2                                                  | 19.6                                                  | 63.8                                                  | 249.2                                                 | 284.6                                                 | 329.6                                                 | 352.1                                                 | 242.5                                                 | 140.4                                                 | 98.4                                                  | 1893.7                                                |
| Días de precipitaciones (≥ 1 mm)                      | 5.5                                                   | 3.4                                                   | 2.4                                                   | 2.0                                                   | 3.5                                                   | 12.0                                                  | 14.9                                                  | 16.7                                                  | 15.3                                                  | 12.1                                                  | 8.7                                                   | 7.7                                                   | 104.2                                                 |
| Fuente: Servicio Meteorológico Nacional.              |                                                       |                                                       |                                                       |                                                       |                                                       |                                                       |                                                       |                                                       |                                                       |                                                       |                                                       |                                                       |                                                       |

### Recursos naturales
Su riqueza está representada por minerales como el azufre, metales y sílice.  
Posee un sistema de suministro continuo de agua, gracias a la cercanía del el río Coatzacoalcos y por las lluvias del temporal, esto propicia que el suelo sea fértil todo el año y propicio para la producción de cereales y granos, además de frutas y verduras de la región.

## Demografía
De acuerdo con el censo de 2020, la ciudad de Jáltipan de Morelos tenía en ese año una población de 31 856 habitantes, de los que 17 018 eran mujeres y 14 838, hombres.

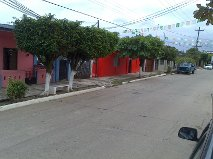
Una calle de la ciudad

En dicho año, la cantidad total de viviendas en la ciudad era de 12 076, de las que 12 072 eran de tipo particular. De las viviendas de tipo particular, 10 049 se encontraban habitadas.
El promedio de ocupantes por vivienda habitada era 3.17 personas, mientras que por habitación, 0.95.

### Religión
Para el año 2020, 20 203 personas profesaban la religión católica; 7965 el protestantismo, y 38 alguna otra religión. 3631 personas no profesaban ninguna religión.

## Infraestructura social y educación
La educación básica es impartida por 30 planteles de preescolar, 48 de primarias en el que destaca la escuela Rebeca Arias de López que se encuentra ubicada en el centro de la ciudad. En la ciudad hay tres escuelas secundarias y una telesecundaria; en cuanto a nivel medio superior, Jáltipan cuenta con el Colegio de Bachilleres del Estado de Veracruz plantel n.º 17 y el Centro de Bachillerato Tecnológico Industrial y de Servicios n.º 250.

## Deporte
El fomento deportivo para su práctica y desarrollo cuenta con una cancha de usos múltiples y 2 parques deportivos con instalaciones para varias disciplinas. Estos servicios son proporcionados por el Instituto Veracruzano del Deporte.
En Jáltipan de Morelos se celebra cada fin de año la carrera del pavo la cual tiene sede en la avenida Juárez, en el centro de la ciudad, la cual es competida por locales, gente de municipios próximos , atletas extranjeros, principalmente kenianos residentes en México así como gente de otros estados del país.

## Actividad económica

### Agricultura
El municipio cuenta con una superficie total de 28 776,373 hectáreas, de las que se siembran 6996,080 hectáreas, en las 1639 unidades de producción. Los principales productos agrícolas en el municipio y la superficie que se cosecha en hectáreas es la siguiente: maíz 4810; sorgo grano 500; frijol 120; arroz 730 y naranja 46. En el municipio existen 741 unidades de producción rural con actividad forestal, de las que 330 se dedican a productos maderables.

### Ganadería
Tiene una superficie de 17 291 hectáreas dedicadas a la ganadería, en donde se ubican 1076 unidades de producción rural con actividad de cría y explotación de animales.
Cuenta con 13 610 cabezas de ganado bovino de doble propósito, además de cría de ganado porcino, ovino y equino. Las granjas avícolas y apícolas tienen cierta importancia.

### Industria
En el municipio se han establecido industrias entre las cuales encontramos 1 micro, 1 pequeña y 2 grandes; es importante mencionar que dentro de estas hay 2 con calidad de exportación encontrando 1 PITEX y 1 ALTEX. Destacando la industria de producción de carbón y óxido de aluminio, así como la extracción y procesamiento de minerales, además de la empresa Materias Primas Monterrey en la que elaboran arena silica. En 2010 se inauguró en este lugar la empresa Mexichem, la cual solo existía en Coatzacoalcos, en este lugar la empresa se encarga de extraer azufre.

### Explotación de azufre
Jáltipan se desarrolló económicamente por la mayor parte del siglo XX a causa de la industria azufrera. La inversión privada de azufre atrajo varios residentes extranjeros, principalmente estadounidenses y canadienses pero también españoles, libaneses, italianos y japoneses entre otros, muchas de cuyas familias aún residen en el municipio. La industria azufrera fue tan prospera en el municipio al punto de ser una de las principales zonas azufreras a nivel nacional e incluso logrando grandes contribuciones de exportación de azufre. La industria azufrera fue la principal fuente de empleo en el municipio y por años lo hizo competitivo frente a otros municipios aledaños como Minatitlán (petróleo), Coatzacoalcos (puerto y petróleo) y Villahermosa (petróleo). Sin embargo, la azufrera del municipio se nacionalizó a finales del siglo XX y posteriormente cerrada  por una fuerte explosión la cual lleva casi al fin de la ciudad, siendo esta salvada por los cuales hoy en día se le conoce como el héroe de la azufrera Jorge Escribano Alor el cual falleció unos años después debido a los químicos absorbidos en dicha explosión y hoy todavía permanece su familia como su esposa María Antonia Moa Gómez, sus hijos y nietos. Dicha explosión ocasionó una debacle en el crecimiento del municipio, así como la emigración de varios residentes.

## Música

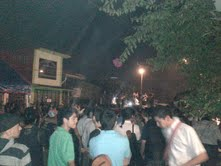
Festival del Fandango en Jaltipan

Cada fin de año se celebra el festival del Fandango en el municipio al cual acuden artistas reconocidos a nivel nacional e internacional de música regional y el cual llega a atraer turistas de varias partes del país e incluso del extranjero.
El 28 de diciembre del año 2017, en el tradicional festival de Son Jarocho, se tuvo la presencia de Natalia Lafourcade como invitada especial  y junto a Los Cojolites tocaron y cantaron los sones tradicionales típicos del sur de Veracruz. Cabe destacar que fue entonces que se vio la necesidad de realizar un nuevo Centro de documentación del Son Jarocho para preservar las tradiciones del sur de Veracruz.

## Sociedad y cultura
En Jáltipan existen familias que llevan años radicando en este pueblo y que aún siguen conservando las tradiciones. 
Su cultura posee riquezas en el ámbito de la música y el baile.[cita requerida]

## Lugares de interés
Jáltipan goza de una rica cultura y lugares que se pueden visitar y, en cuanto a cultura destaca el
Centro de documentación del Son Jarocho, en el cual, además de tener como objetivo preservar la música regional y la identidad veracruzana, también da cursos de bordado y tejido, cocina tradicional, baile, entre otros. Ideal para todo tipo de personas que deseen aprender un poco más acerca de las tradiciones del sur de Veracruz.
En cuanto al deporte cuenta con 2 unidades  de gran importancia para el municipio. La primera es la unidad deportiva municipal o comúnmente llamado S.T.A.S que corresponde a las siglas del extinto Sindicato de Trabajadores del Azufre y Similares, que se constituyó bajo el gobierno del presidente Aristeo Hernández Facundo. Hoy cuenta con cancha de pasto sintético, domo con 3 canchas, 2 canchas de bolleyball playero, estadio de baseball, 3 canchas de fútbol, además de un gimnasio donde practican los jóvenes de preparatoria.

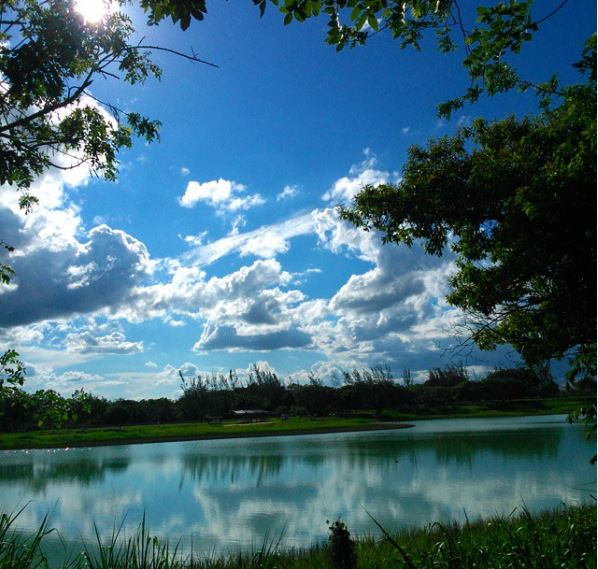
Atardecer en el Pit 5

Otro importante lugar de recreación es el llamado Pit 5, el cual, se encuentra ubicado en la colonia Rafael Murillo Vidal colindando también con la colonia las Tinas, este lugar posee una laguna artificial y 4 canchas de usos múltiples. Está rodeado de grandes pinos y frondosos árboles que dan una sensación de tranquilidad al visitante.

## Gastronomía
En cuanto a gastronomía hay varios sitos donde se puede comer y disfrutar de las variedades culinarias que ofrece Jáltipan, basta con acercarse a los parques para disfrutar de los esquites, los más famosos "Palmira" , pan hecho al horno, tamales y una variedad de comida típica de la región.
También destacan las memelas, que se pueden encontrar en cada colonia.
Sin duda un paraje obligatorio para los amantes de la comida típica del sur de Veracruz, son el mercado en condominio Lic. Adolfo López Mateos y el "mercadito" de la Degollado, en los cuales hay una gran variedad de empanadas, gorditas, garnachas, tortas, la famosa carne de chinameca, tamales de elote, chipil, chanchamitos, tacos de canasta, de res, al pastor y mucho más.

## Sitios de interés
Otros puntos de interés son los que se encuentran alrededor de sus localidades como Lomas de Tacamichapan, Casas Viejas, Ranchoapan, entre otros. Gracias a los cauces del río Coatzacoalcos que fluyen a través de esta zona, hay varios puntos para hacer varias actividades como lo son la pesca, nadar, y disfrutar de la naturaleza. Puntos como Galeras, Pino Suárez, el Tebas, Palmillas, son referencia para estas actividades.